# James Gilkes
James Wren Gilkes (* 21. září 1952 Georgetown) je bývalý guyanský sprinter. Jeho osobní rekord je 10,19 s v běhu na 100 m a 20,14 s v běhu na 200 m, což byl také ve své době rekord Jižní Ameriky. Nejlepším umístěním ve světových tabulkách bylo třetí místo mezi dvoustovkaři v roce 1978.
Od roku 1972 studoval v USA na Fiskově univerzitě a poté na Univerzitě Jižní Kalifornie, kde je držitelem čtvrtého nejlepšího času na 200 metrů v dějinách školy. V roce 1974 se stal univerzitním mistrem USA v běhu na 220 yardů. Jako student americké univerzity směl startovat na mistrovství USA v atletice, i když neměl americké občanství. V letech 1974 až 1978 skončil pětkrát po sobě na druhém místě v běhu na 200 m.
Na Panamerických hrách 1975 v Ciudad de México skončil čtvrtý na stovce a vyhrál závod na 200 metrů. Jako pátý muž světových tabulek na této trati patřil také k favoritům olympijského závodu v Montrealu, ale Guyana se nakonec rozhodla přidat k bojkotu her, který vyhlásily africké státy na protest proti účasti Nového Zélandu, udržujícího sportovní kontakty s Jihoafrickou republikou. Gilkes pak požádal, aby směl startovat jako nezávislý olympijský účastník, ale Mezinárodní olympijský výbor mu nevyhověl.
Gilkes získal na dvoustovce stříbrnou medaili na Hrách Commonwealthu 1978 v Edmontonu a druhé stříbro na Panamerických hrách 1979 v San Juanu. V roce 1978 vytvořil časem 1:20,23 světový rekord ve štafetě 4×200 m s týmem Tobias Striders (kromě něho v něm byli Guy Abrahams z Panamy, Michael Simmons z USA a Donald Quarrie z Jamajky), který však nebyl uznán za oficiální, protože závodníci nebyli z jedné země. Také skončil třetí ve sprinterském dvojboji na závodě IAAF Golden Events v Curychu roku 1979. Na olympiádě 1980 v Moskvě zaběhl v rozběhu na 100 metrů nejlepší čas 10,34 s, ale vypadl v semifinále, stejně jako na 200 metrů.